# DeMarcus Holland
Demarcus Dejuan Holland (Tyler, Texas, 2 de marzo de 1994) es un baloncestista estadounidense que actualmente pertenece a la plantilla del Tauranga Whai de la liga de NBL de Nueva Zelanda. Con 1,90 metros de estatura, juega en la posición de base o escolta.

## Trayectoria deportiva

### Universidad
Jugó cuatro temporadas con los Longhorns de la Universidad de Texas en Austin, en las que promedió 5,2 puntos, 2,8 rebotes y 1,6 asistencias por partido. En 2014 fue incluido en el mejor quinteto defensivo de la Big 12 Conference.

### Profesional
Tras no ser elegido en el Draft de la NBA de 2016, no fue hasta entrado 2017 cuando firmó su primer contrato profesional, con el Plaza Fernando Valerio de la Liga de Santiago, una competición menor de la República Dominicana, donde disputó 10 partidos como titular, promediando 18,7 puntos y 3,1 asistencias.
La temporada siguiente pasó a formar parte de la plantilla de los South Bay Lakers de la NBA G League.
En la temporada 2018-19, forma parte de la plantilla de Agua Caliente Clippers de la NBA G League.
En la temporada 2019-20 se marcha a Europa para jugar con el BC Nokia de la Korisliiga con el que disputa 27 partidos. 
En enero de 2020, se marcha a Alemania para jugar en las filas del Hamburg Towers de la Basketball Bundesliga, en el que jugaría 4 encuentros hasta la suspensión de la liga por la pandemia originada por el COVID-19.
En marzo de 2024 se unió al Tauranga Whai de la liga de NBL de Nueva Zelanda.